# Pterolophia freyi
Pterolophia freyi är en skalbaggsart som beskrevs av Stefan von Breuning 1953. Pterolophia freyi ingår i släktet Pterolophia och familjen långhorningar. Inga underarter finns listade i Catalogue of Life.